# Bulgan (Bajan-Ölgii)
Bulgan (mongolisch Булган сум, ᠪᠤᠯᠠᠭᠠᠨ
ᠰᠤᠮᠤ) ist ein Sum (Distrikt) des Aimag (Provinz) Bajan-Ölgii im Westen der Mongolei. Die Bevölkerung ist vornehmlich kasachisch. Die Einwohnerzahl beträgt 5.104 (Stand: Ende 2020). 2014 wurden 5.900 Einwohner gezählt und über 100.000 Nutztiere.

## Geographie

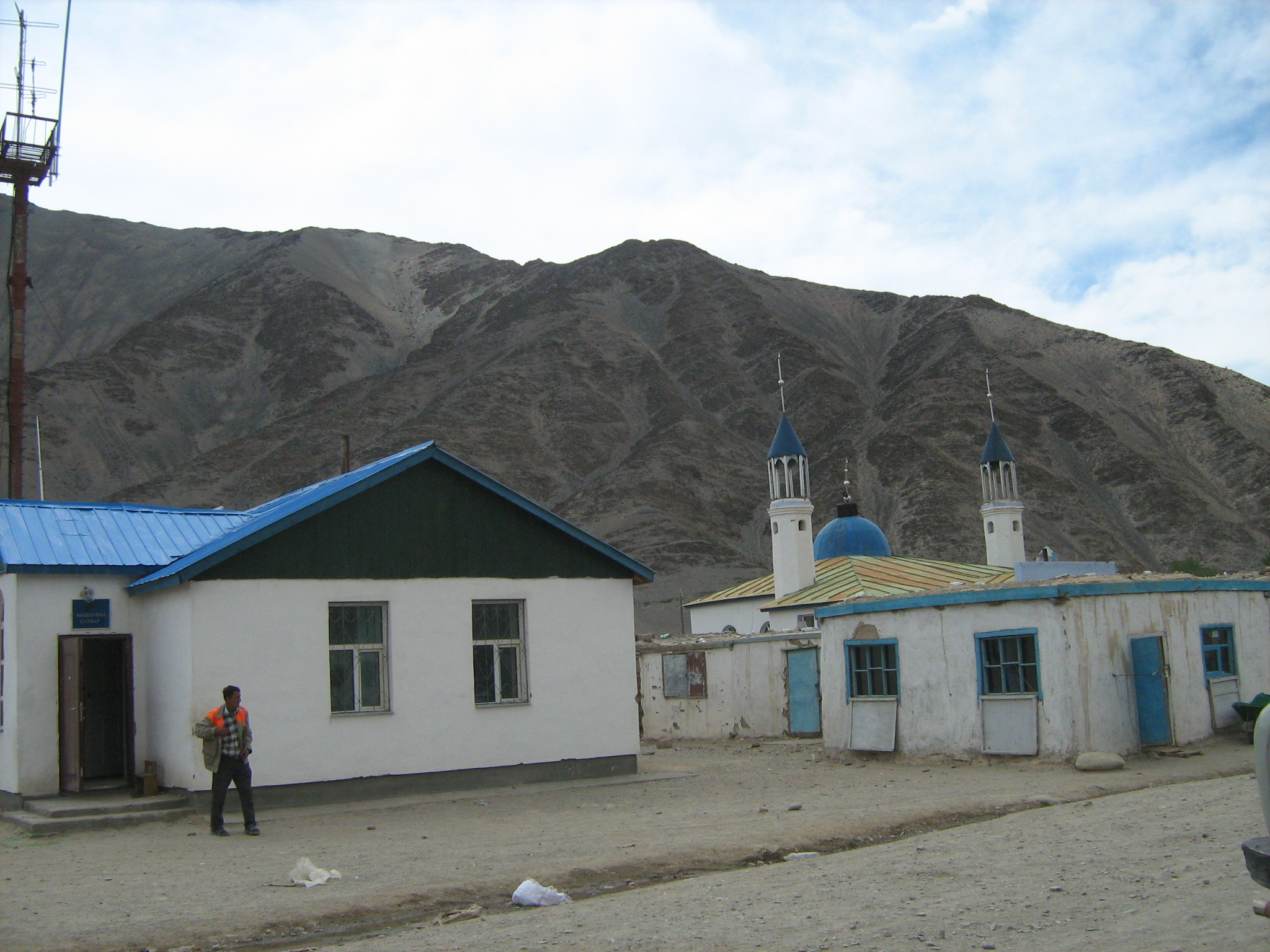
Moschee von Bulgan

Bulgan ist der südlichste Sum des Aimag, etwa 294 km von Ölgii entfernt. Er liegt im Becken des Flusses Bulgan und grenzt an Delüün im Norden, im Westen an China (Xinjiang) und an den Chowd-Aimag mit den Sum Mönchchairchan im Osten, sowie Üjentsch und Bulgan im Süden. Die Landschaft des Sum ist geprägt von den Bergen und Hügeln des Altai. Der Mönchchairchan Uul an der Ostgrenze ist der höchste Berg im Distrikt. Daneben gibt es zahlreiche weitere Gipfel des Altai an der Westgrenze: Sunayk Uul (2879 m mit dem Pass Ih Jargalantïn Davaa/K’ai-erh-ken-ao-pao), Asgat Har Uul (3257 m), Nütsgen Uul (Niuch’u kuni wula, 3154 m). Der Pass Haldzan Davaa (Ch’ia-tseng-ta-fan) führt nach Süden nach Xinjiang und nach Chowd.

## Geschichte
Bulgan wurde von Kasachen besiedelt, die von der Nordseite des Altai-Gebirges einwanderten. 1938 wurde aus den ursprünglichen Sum Bazarchul und Tailach das heutige Sum gegründet. 1939 entstand die Grundschule und 1941 wurde eine Krankenstation mit human- und tiermedizinischer Abteilung gegründet.

### Verwaltung
Das Sum ist eingeteilt in 8 bagtai: Ulaagtschin (Улаагчин), Saichan (Сайхан), Bulgan (Булган), Dschargalant (Жаргалант), Chudschirt (Хужирт), Sönchöl (Сөнхөл), Ulaanchus (Улаанхус).